# 372 a.C.

## Eventos
- 102a olimpíada: Damão de Túrio, vencedor do estádio pela segunda vez. Ele havia vencido na olimpíada anterior.[1]
- A partir de 376 a.C. os tribunos da plebe Caio Licínio Estolão e Lúcio Sêxtio Laterano passam a vetar as eleições para todas as magistraturas em Roma, interrompendo as eleições até 370 a.C.